# 챔피언스 (2018년 스페인 영화)
《챔피언스》(Campeones, Champions)는 스페인에서 제작된 하비에르 페서 감독의 2018년 코미디, 드라마 영화이다. 하비에르 구티에레즈 등이 주연으로 출연하였고 가브리엘 아리아스 살가도 등이 제작에 참여하였다.

## 출연

### 주연
- 하비에르 구티에레즈
- 후안 마르갈로

### 조연
- 아테네아 마타
- 세르지오 올모
- 헤수스 비달
- 호세 데 루나
- 글로리아 라모스

## 기타
- 음향: 알폰소 라포소
- 미술: 하비에르 페르난데즈
- 의상: 아나 마르티네즈 페서
- 배역: 호르헤 갈레온
- 프로덕션매니저: 루이스 페르난데즈 라고